# Pterolophia ecaudata
Pterolophia ecaudata là một loài bọ cánh cứng trong họ Cerambycidae.